# 竜馬がゆく (NHK大河ドラマ)
『竜馬がゆく』（りょうまがゆく）は、1968年1月7日から12月29日まで放送されたNHK大河ドラマ第6作。主演は北大路欣也。
明治百周年を記念して制作された。司馬遼太郎の同名小説を原作とし、近代日本の扉を大きく開いた青年・坂本龍馬の生涯を描いた作品（本作では原作と同様「竜馬」の表記が用いられる）。大河ドラマとしては、最後のモノクロ作品である。また大河ドラマでは初の司馬遼太郎原作作品となった。

## 企画・制作
前年の『三姉妹』に続く幕末ものであり、『独眼竜政宗』『武田信玄』以前では、同じ時代の作品が2年続いた唯一の例であった。また、前年の大河ドラマ本編での登場人物が主人公になった例としては、2023年現在も唯一である。大河ドラマで初めて、短期ながら当地（高知）ロケが行われた作品でもある（1968年3月）。
このときの模様は『NHKグラフ』に掲載された北大路欣也の日記によると、次のとおりである。
「○月○日　先発のロケ隊とは別行動をとって大阪回りで松山へ。午後二時からデパートの屋上でサイン会。（中略）
夜十二時まで、演出の和田勉さんとロケのことや竜馬のことなどじっくり話し合う。和田さんの言うように、これからの竜馬は、もっと輝きを持った太陽のような存在にしたいと思った」
映画出身の水木洋子が書く脚本は、本人は45分の想定でも、「間」や情感を盛り込んだことで実際には1回分の尺に収まらず、当初の演出担当である辻元一朗は編集カットでの対応を余儀なくされた。また、辻元が所属していたNHK大阪放送局では演出は現場作業、脚本との打ち合わせ等の現場以外はプロデューサーという分担が定着しており、辻元は水木とは一度しか打ち合わせをせずに撮影に臨んでいた。この結果水木と辻元の関係が悪化し、プロデューサーも調整に入らない状況だった。NHKは辻元を降板させ、和田勉に交替させた。和田が選ばれたのは、そのスピーディな演出手法が買われたためだった。和田は担当初回、出演者に「今まで辻元がやってきた二倍のスピードでセリフを言ってくれ」と求めたという。これにより、水木の脚本を45分の尺に収めることはできたが、視聴者には急に番組のテンポが変わった印象を与えることになった。
主役の北大路欣也は役作りのため、杉野義男の道場に通い北辰一刀流を学んだほか、三味線、一弦琴を習得した。
原作の司馬遼太郎は、役作りに没頭する北大路欣也を気に入り、ある対談の席で北大路本人に次のように言っている。
「ぼくが竜馬を書いたのは、生き生きとした青春を竜馬に感じたからなんです。とにかく竜馬は男も女もほれる男ですよ。その点あなたはどことなく竜馬に似ているし成功まちがいなしだ」
北大路が演じた坂本竜馬は、大河ドラマで初めて地元の方言を話す（これは原作も同様）主人公だった。北大路は土佐弁を覚えるために自宅での会話も土佐弁を使ったという。
武市半平太役の高橋英樹は、この作品で初めて本格的な時代劇を経験、日活出身の高橋は当時、石原裕次郎などの同社所属スターが長脚揃いであったのにくらべて、「高橋君、きみは違うねえ」といわれたため時代劇に転向したという（本人談）。
オープニング映像は上空の雲海を撮影したもので、主題曲は間宮芳生のマーチ調のものである。ただ、現在CDなどで聴くことができるテーマ曲と実際に放送されたものとでは、編曲が異なる。また、オープニングの人物クレジットはゴシック体のみで表記されている（他の作品では手書きの文字か教科書体・明朝体などそれに近い字体が使われている）。
本作では前作に引き続き放送回に副題がない。

## 反響
初回視聴率22.9%、最高視聴率22.9%、平均視聴率14.5%（関東地区、ビデオリサーチ調べ）と、視聴率は低迷し、1994年の『花の乱』が最低記録を更新するまでの大河ドラマでは歴代最低であった。

## 登場人物
太字は現存する第16回に登場。

### 土佐藩および竜馬の周辺
坂本竜馬（さかもと りょうま）
演：北大路欣也
おりょう
演：浅丘ルリ子
乙女（おとめ）
演：水谷良重
竜馬の姉（三女）。
権平（ごんぺい）
演：下川辰平
竜馬の兄（長兄）。
栄（えい）
演：八木昌子
竜馬の姉（次女）。脱藩する竜馬に離縁した夫から贈られた刀を渡す。
千鶴（ちず）
演：幸田弘子
竜馬の姉（長女）。
坂本八平（さかもと はちへい）
演：北龍二
竜馬の父。
春猪（はるい）
演：二木てるみ（少女期：黒須薫）
竜馬の姪。
坂本清次郎（さかもと せいじろう）
演：橋爪功
春猪の結婚相手。のちに海援隊に参加。
岡上新輔（おかのうえ しんすけ）
演：観世栄夫
乙女の嫁ぎ先の蘭医。
中岡慎太郎（なかおか しんたろう）
演：新克利
陸奥陽之助（むつ ようのすけ）
演：東野孝彦
岩崎弥太郎（いわさき やたろう）
演：中尾彬
田中顕助（たなか けんすけ）
演：中山克己
土方楠左衛門（ひじかた くすざえもん）
演：広川太一郎
菅野覚兵衛（すがの かくべえ）
（千屋寅之助→菅野覚兵衛）
演：辻萬長
長岡謙吉（ながおか けんきち）
演：夏八木勲
清岡道之助（きよおか みちのすけ）
演：夏八木勲（二役）
沢村惣之丞（さわむら そうのじょう）
（沢村惣之丞→関雄之助）
演：北村総一郎
後藤象二郎（ごとう しょうじろう）
演：石田太郎
近藤長次郎（こんどう ちょうじろう）
演：北浦昭義
武市半平太（たけち はんぺいた）
演：高橋英樹
富（とみ）
演：坪内ミキ子
武市半平太の妻。
乾退助（いぬい たいすけ）
演：有川博
吉村寅太郎（よしむら とらたろう）
演：轟謙二
吉田東洋（よしだ とうよう）
演：森雅之
福岡宮内（ふくおか くない）
演：森山周一郎
土佐藩家老で、坂本家の預かり元。
お田鶴（おたず）
演：三田佳子
福岡宮内の妹（架空の人物）。三条家の侍女となる。
岡田以蔵（おかだ いぞう）
演：前田吟
佐々木三四郎（ささき さんしろう）
演：金内吉男
樋口真吾（ひぐち しんご）
演：江角英明
中島作太郎（なかじま さくたろう）
演：渚健二
池内蔵太（いけ くらた）
演：小澤公平
北添佶摩（きたぞえ きつま）
演：松山照夫
望月亀弥太（もちづき きやた）
演：串田和美
新宮馬之助（しんぐう うまのすけ）
演：市原清彦
大石団蔵（おおいし だんぞう）
演：伊福部昇
那須信吾（なす しんご）
演：藤岡重慶
安岡嘉助（やすおか かすけ）
演：高津住男
島村衛吉（しまむら えきち）
演：平野稔
上田楠次（うえだ くすじ）
演：高橋弘信
谷作七（たに さくしち）
演：小林勝也
大石弥太郎の弟。
岡本猪之助（おかもと いのすけ）
演：信実和徳
土佐勤王党員。吉田東洋への刺客第一班となるが失敗。
岡本佐之助（おかもと さのすけ）
演：柴田宗樹
土佐勤王党員。猪之助とともに吉田東洋への刺客第一班。
山内容堂（やまうち ようどう）
演：徳大寺伸
前土佐藩主。安政の大獄の際に藩主を退いて隠居となるが事実上藩の君主として振る舞う。
白峰俊馬（しらみね しゅんめ）
演：江守徹
溝淵広之丞（みぞぶち ひろのじょう）
演：山本耕一
長崎に情勢探索の目的で派遣された土佐藩士で、竜馬とは旧知の間柄。竜馬を後藤象二郎と引き合わせる。
菊屋峰吉（きくや みねきち）
演：頭師佳孝
土佐藩御用達の京都の書店「菊屋」の倅。
寝待ちの藤兵衛（ねまちのとうべえ）
演：三木のり平
盗賊で竜馬の子分になる。
山地忠七（やまじ ちゅうしち）
演：樋浦勉
上田円増（うえだ えんぞう）
演：小鹿敦
武市が捕縛された際の牢役人。
池知退蔵（いけち たいぞう）
演：戸沢佑介
喜勢（きせ）
演：大原麗子
千野
演：佐原妙子
市（いち）
演：原泉
竜馬の祖父の従弟の妻。
柴田義秀（しばた よしひで）
演：片山明彦
竜馬の姉・栄の嫁ぎ先（登場は離縁後）。
安芸守衛
演：宮内幸平
戸梶源蔵（とかじ げんぞう）
演：大宮悌二
土佐藩上士で無外流免許を持つ。
おやべ婆やん（おやべばあやん）
演：菅井きん
竜馬の乳母。
おりょうの母
演：毛利菊枝
源じいやん（げんじいやん）
演：巌金四郎
坂本家に仕える老人。原作での呼び名は「源爺（げんおん）やん」（「源おんちゃん」とも）。
八郎兵衛（はちろべえ）
演：下元勉
坂本家の本家・才谷屋（上の才谷屋）の主人で竜馬の父方の伯父。
伯母
演：田代信子
八郎兵衛の妻で竜馬の父方の伯母。
才谷屋番頭
演：大塚周夫
手代・猪七
演：加藤恒喜
才谷屋の手代。
土佐藩重役
演：高松政雄
岡上家女中
演：山本与志恵
郷士
演：増岡弘
河田小竜
演：金子信雄
蘭医ねずみ先生
演：今福正雄
高知城下に住む蘭学者。江戸から戻った竜馬が入門する。
美以（みい）
演：岩井友見
高知の商家「才谷屋」（下の才谷屋）の末娘。春猪の友人。脱藩する竜馬を追うが、伊予国との境で雪崩に巻き込まれる。

### 長州藩
桂小五郎（かつら こごろう）
演：高橋昌也
高杉晋作（たかすぎ しんさく）
演：和田浩治
久坂玄瑞（くさか げんずい）
演：津川雅彦
周布政之助（すふ まさのすけ）
演：渥美国泰
伊藤俊輔（いとう しゅんすけ）
演：中村敦夫
志道聞多（しどう もんた）
演：長谷川明男
品川弥二郎（しながわ やじろう）
演：岡本富士太
三吉慎蔵（みよし しんぞう）
演：大木正司
白石正一郎（しらいし しょういちろう）
演：宇佐美淳也
益田右衛門介（ますだ うえもんのすけ）
（益田越中→益田右衛門介）
演：細川俊之→長谷川哲夫
来島又兵衛（きじま またべえ）
演：安部徹
寺島忠三郎（てらしま ちゅうざぶろう）
演：金親保雄
国司信濃（くにし しなの）
演：丹羽又三郎
毛利敬親（もうり たかちか）
演：勝見延章
13代長州藩主
毛利定広（もうり さだひろ）
演：花ノ本寿
14代長州藩主
福原越後（ふくはら えちご）
演：高橋正夫

### 薩摩藩
西郷吉之助（さいごう きちのすけ）
演：小林桂樹
大久保一蔵（おおくぼ いちぞう）
演：土屋嘉男
小松帯刀（こまつ たてわき）
演：服部哲治
五代才助（ごだい さいすけ）
演：蜷川幸雄
大山弥助（おおやま やすけ）
演：刀原章光
中村半次郎（なかむら はんじろう）
演：橋本功
伊東祐亨（いとう すけゆき）
演：仙田竜太郎
堀次郎（ほり じろう）
演：増田順司
田中新兵衛（たなか しんべえ）
演：野村昇史
西郷家老僕
演：篠田節夫
川口雪篷（かわぐち せっぽう）のこと。
島津久光（しまづ ひさみつ）
演：戸田皓久
薩摩藩士
演：津嘉山正種

### その他雄藩関係者
松平春嶽（まつだいら しゅんがく）
演：渡辺文雄
松平容保（まつだいら かたもり）
演：岩井大三郎
松平定敬（まつだいらさだあき）
演：片岡秀昇
秋月悌次郎（あきづき ていじろう）
演：仲野宏 会津藩士
三岡八郎（みおか はちろう）
演：久富惟晴
横井小楠（よこい しょうなん）
演：菅井一郎

### その他の攘夷派
真木和泉（まき いずみ）
演：大久保正信
古高俊太郎（ふるたか しゅんたろう）
演：森沢孝
清河八郎（きよかわ はちろう）
演：草薙幸二郎

### 朝廷
岩倉具視（いわくら ともみ）
演：二谷英明
姉小路公知（あねこうじ きんとも）
演：坂東三津二郎
三条実美（さんじょう さねとみ）
演：青山哲也
水原播磨介（みずはら はりまのすけ）
演：東千代之介
三条家の家臣（公家侍）。孝明天皇から三条家を通じて水戸藩への密使の命を受け、帰路に土佐に戻る竜馬と出会って同行を依頼した。

### 江戸幕府
徳川慶喜（とくがわ よしのぶ）
演：尾上辰之助
勝海舟（かつ かいしゅう）
演：加東大介
永井主水正（ながい もんどのしょう）
（永井玄蕃頭→永井主水正）
演：尾上菊蔵
幕府軍艦操練所総督。
ジョン万次郎（ジョンまんじろう）
演：井川比佐志
土佐出身だが江戸の軍艦操練所に勤めていたときに竜馬と会う。
大久保一翁（おおくぼ いちおう）
演：佐々木孝丸
小栗上野介（おぐり こうづけのすけ）
演：安井昌二
原市之進（はら いちのしん）
演：小山源喜
板倉勝静（いたくら かつきよ）
演：浅野進治郎

### 新選組・京都見廻組
近藤勇（こんどう いさみ）
演：森幹太
土方歳三（ひじかた としぞう）
演：金内吉男（二役）
藤堂平助（とうどう へいすけ）
演：勝部演之
沖田総司（おきた そうし）
演：蜷川幸雄（二役）
山崎烝（やまざき すすむ）
演：江角英明（二役）
佐々木只三郎（ささき たださぶろう）
演：林邦史朗

### 千葉道場
千葉貞吉（ちば さだきち）
演：青野平義
桶町千葉道場の道場主で千葉周作の弟。
千葉栄次郎（ちば えいじろう）
演：服部哲治（二役）
千葉周作の子息。
さな
演：若柳菊
貞吉の娘で重太郎の妹。竜馬に好意を抱く。　
千葉重太郎（ちば じゅうたろう）
演：市川男女蔵
千葉貞吉の子息。
森要蔵（もり ようぞう）
演：植村謙二郎
千葉周作の直弟子でお玉ヶ池道場塾頭格の会津藩士。
八寸（やす）
演：北原真紀
千葉重太郎の妻。
りき
演：梓英子　
きく
演：鷲尾真知子

### 長崎の人々
グラバー
演：フランツ・グルーベル
お慶
演：左幸子
長崎の女性商人。
小曽根英四郎
演：早川保

### その他
お登勢（おとせ）
演：森光子
寺田屋の女将。
猿の文吉（ましらのぶんきち）
演：芦屋雁之助
京都の目明かしで、安政の大獄の時期に尊皇攘夷派の取締に当たる。
パークス
演：ジョン・フォース
茂田一次郎
演：島宇志夫
「いろは丸事件」で竜馬の相手となった紀州藩士。
与助
演：肝付兼太
忠吉
演：池田秀一
勝孝子
演：保倉幸恵
勝海舟の娘（次女）。
大久保一翁の妻
演：北原文枝
鹿田伝兵衛
演：田崎潤
桶町千葉道場出身の剣士で、桑名藩剣術指南役。
藤岡勇助
演：寺田誠
利三
演：野島昭生
三平
演：及川ヒロオ
彦根藩士
演：高木均
精庵
演：北村弘一
お初
演:佐々木愛
丸亀の居酒屋の女主人。
大亀の居酒屋の小女
演：高坂真琴
喜太次
演：金内喜久夫
中番頭
演：宮崎和命
小番頭、長州藩士
演：円谷文彦（二役）
老爺
演：石田守衛
老婆
演：荒木玉枝
女中
演：木川能子

## スタッフ
- 原作：司馬遼太郎『竜馬がゆく』
- 脚本：水木洋子
- 音楽：間宮芳生
- 語り手：滝沢修
- 演奏：新室内楽協会（現・新音楽協会）
- テーマ音楽演奏：NHK交響楽団
- 指揮：外山雄三
- 時代考証：稲垣史生
- 古武道指南：杉野嘉男
- 殺陣：林邦史朗（本編にも佐々木只三郎役で出演）
- 制作：森理一郎
- 美術：川上潔
- 技術：山口克明
- フィルム撮影：赤城久雄
- 演出：辻元一朗、和田勉

## 放送
特記がない限りウェブサイト「NHKクロニクル」の「NHK番組表ヒストリー」で確認。

### 通常放送時間
- NHK総合テレビジョン：毎週日曜 20時15分 - 21時00分

ただし、5月5日放送分は映画「ジャックと豆の木」放送のため5分繰り下げ、10月13日から27日放送分は1968年メキシコシティーオリンピック関連番組放送のため45分繰り下げて放送。
- （再放送）NHK総合テレビジョン：毎週土曜 13時25分 - 14時10分[注釈 7]

### 総集編
- 前編：1968年12月30日　19時20分から20時59分
- 後編：1968年12月31日　19時20分から20時50分

## 映像の現存状況
現存する映像は第16回のみで、その他の映像は通常放送回、総集編ともNHKには現存していないとされるが、NHKより発売されているビデオ「想い出の大河ドラマ」には竜馬の江戸での剣術修行のシーンなどの第16回以外とみられる映像が入っており、当該以外の映像が現存する可能性がある。当時は放送局用ビデオテープ（2インチVTR）が非常に高価で大型だったために、テープは放送終了後に消去されて他の番組に利用されていた。第16回は『NHK想い出倶楽部2 - 黎明期の大河ドラマ編 - (4)竜馬がゆく』としてDVDで販売されており、また近年『NHKアーカイブス』でも放送されたことがある。なお、DVD化に際して『脱藩』というタイトルがつけられている。